# Effenbergerita
L'effenbergerita és un mineral de la classe dels silicats. Rep el nom en honor de la professora Dr. Herta S. Effenberger, mineralogista i cristal·lògrafa de la Universitat de Viena.

## Característiques
L'effenbergerita és un silicat de fórmula química BaCu[Si₄O10]. Va ser aprovada com a espècie vàlida per l'Associació Mineralògica Internacional l'any 1993. Cristal·litza en el sistema tetragonal. La seva duresa a l'escala de Mohs es troba entre 4 i 5.
Segons la classificació de Nickel-Strunz, l'effenbergerita pertany a «09.EA: Fil·losilicats, amb xarxes senzilles de tetraedres amb 4-, 5-, (6-), i 8-enllaços» juntament amb els següents minerals: cuprorivaïta, gil·lespita, wesselsita, ekanita, apofil·lita-(KF), apofil·lita-(KOH), apofil·lita-(NaF), magadiïta, dalyita, davanita, sazhinita-(Ce), sazhinita-(La), okenita, nekoïta, cavansita, pentagonita, penkvilksita, tumchaïta, nabesita, ajoïta, zeravshanita, bussyita-(Ce) i plumbofil·lita.

## Formació i jaciments
Va ser descoberta a la mina Wessels, a la localitat de Hotazel, al camp de manganès de Kalahari (Cap Septentrional, Sud-àfrica). Es tracta de l'únic indret on ha estat descrita aquesta espècie.